# 六氟化铱
六氟化铱是铱的六氟化物，化学式 IrF6。它是少数有+6氧化态铱的化合物之一。

## 制备
六氟化铱是由金属铱在 300°C 下与过量的氟气直接反应而成的。然而，六氟化铱是热力学不稳定的，必须从气态反应产生的混合物中冷冻起来，以避免分解。
Ir + 3 F
2 → IrF
6

## 性质
六氟化铱是一种黄色晶体，熔点 44 °C，沸点 53.6 °C。在 −140 °C 下，六氟化铱是正交晶系的，空间群 Pnma。它的晶格参数为a = 9.411 Å、b = 8.547 Å和 c = 4.952 Å。六氟化铱的密度为 5.11 g·cm−3。
IrF6 分子是八面体形分子构型，点群Oh。它的 Ir–F 键长为 1.833 Å。
根据计算，它在39 GPa 下会继续与氟气反应，形成八氟化铱 IrF8。

## 扩展阅读
- Greenwood, N. N.; Earnshaw, A.  2nd. Oxford:Butterworth-Heinemann. 1997. ISBN 0-7506-3365-4.
- Drews, T; Supeł, J; Hagenbach, A; Seppelt, K. . Inorganic chemistry. May 2006, 45 (9): 3782–3788. PMID 16634614. doi:10.1021/ic052029f.